# 周防灘パーキングエリア
周防灘パーキングエリア（すおうなだパーキングエリア）は山口県山陽小野田市の山陽自動車道（宇部下関線）上にあるパーキングエリア。
文字通り周防灘を望む高台に位置している。

## 施設

### 上り線（宇部方面）
- 駐車場[1]
  - 大型：8台
  - 小型：12台
  - 二輪：4台
  - トレーラー：3台
  - 身障者用
    - 小型：1台
- トイレ[1]
  - 男性：大2（和式0・洋式2）・小4
  - 女性：5（和式1・洋式4）
  - 身障者用：1
- 自動販売機[1]

### 下り線（北九州方面）
- 駐車場[2]
  - 大型：8台
  - 小型：12台
  - 二輪：4台
  - トレーラー：3台
  - 身障者用
    - 小型：1台
- トイレ[2]
  - 男性：大2（和式0・洋式2）・小4
  - 女性：5（和式1・洋式4）
  - 身障者用：1
- 自動販売機[2]

## バス停留所
エリア内に高速バスの停車するバス停留所が設けられているが、2021年9月30日限りでサンデン交通の下関 - 山口宇部空港間の高速バスが廃止されたため、現在はここに停車する高速バスはない。

### バス停へのアクセス
- サンデン交通 森本バス停（国道190号）

## 隣
E2 山陽自動車道（宇部下関線）
(44)小野田IC - (PA)周防灘PA - (45)埴生IC